# Echipa națională de handbal feminin a Moldovei
Echipa de handbal feminin a Moldovei este echipa națională care reprezintă Republica Moldova în competițiile interțări oficiale sau amicale de handbal feminin. 
Începând din 2002, echipa Moldovei concurează în Trofeul Challenge EHF, competiție rezervată țărilor cu un nivel de handbal mai slab, dar în dezvoltare. Cea mai bună clasare a fost locul cinci, obținut în 2010. În total, Moldova a participat la patru ediții ale acestei competiții, în 2002, 2004, 2010 și 2012.
În 1994, echipa națională de handbal feminin a Moldovei a participat la faza calificărilor pentru Campionatul European.

## Echipa
Lista de mai jos conține componența echipei Moldovei la Trofeul Challenge EHF 2012:
| Nr | Nume                  | Post            | Club                  |
| -- | --------------------- | --------------- | --------------------- |
| 1  | Vera Furculiță        | Portar          | Femina Chișinău       |
| 2  | Olga Camîș            | Extremă stânga  | Femina Chișinău       |
| 3  | Cristina Capetinscaia | Extremă dreapta | SS Tiraspol           |
| 4  | Doina Sula            | Extremă stânga  | Femina Chișinău       |
| 5  | Iana Soloviova        | Extremă dreapta | Femina Chișinău       |
| 8  | Mihaela Alexa         | Inter stânga    | Beskid Nowy Sącz      |
| 9  | Cristina Sîrbu        | Coordonator     | Femina Chișinău       |
| 10 | Olesea Donici         | Inter stânga    | Femina Chișinău       |
| 11 | Olga Macarciuc        | Coordonator     | Pro Escalada Chișinău |
| 12 | Ecaterina Marițoi     | Portar          | ULIM Chișinău         |
| 14 | Eugenia Șeptîkina     | Coordonator     | SS Tiraspol           |
| 15 | Valeria Kotolicenko   | Inter dreapta   | SS Tiraspol           |
| 17 | Iulia Struța          | Pivot           | Femina Chișinău       |
| 18 | Xenia Garia           | Pivot           | SS Tiraspol           |
| 19 | Alexandra Kotovskaia  | Inter dreapta   | SS Tiraspol           |

### Lotul lărgit
Lotul lărgit al echipei Republicii Moldova cuprinde 21 de jucătoare. În afara handbalistelor care au luat parte la ediția din 2012 a Trofeului Challenge EHF, din selecționata moldoveană mai fac parte:
| Nr | Nume            | Post            | Club                  |
| -- | --------------- | --------------- | --------------------- |
|    | Victoria Gutnik | Portar          | SS Tiraspol           |
| 6  | Alina Torosean  | Pivot           | Pro Escalada Chișinău |
| 13 | Carolina Baidan | Extremă dreapta | Pro Escalada Chișinău |
|    | Elena Matcenco  | Inter stânga    | SS Tiraspol           |
| 20 | Iulia Tanurcova | Extremă dreapta | Pro Escalada Chișinău |
| 21 | Ecaterina Baboi | Extremă dreapta | SS Tiraspol           |